# Trepobates
Trepobates is een geslacht van wantsen uit de familie van de Gerridae (schaatsenrijders). Het geslacht werd voor het eerst wetenschappelijk beschreven door Philip Reese Uhler in 1883.

## Soorten
Het genus bevat de volgende soorten:

- Trepobates becki Drake & Harris, 1932
- Trepobates carri Kittle, 1982
- Trepobates citatus Drake & Chapman, 1953
- Trepobates floridensis Drake & Harris, 1928
- Trepobates inermis Esaki, 1926
- Trepobates knighti Drake & Harris, 1928
- Trepobates panamensis Drake & Hottes, 1952
- Trepobates pictus (Herrich-Schaeffer, 1847)
- Trepobates polhemi Kittle, 1982
- Trepobates subnitidus Esaki, 1926
- Trepobates taylori (Kirkaldy, 1899)
- Trepobates trepidus Drake & Harris, 1928
- Trepobates vazquezae Drake & Hottes, 1951